# San Nicolás (Copán)
San Nicolás (uit het Spaans: "Sint-Nicolaas") is een gemeente (gemeentecode 0419) in het departement Copán in Honduras.
Op deze plaats lag een landgoed dat San Nicolás de la Majada genoemd werd. Deze was eigendom van personen die van Gracias waren gekomen. De bevolking groeide, en in 1835 werd er een dorp gesticht. De hoofdplaats ligt aan de Carretera del Occidente, de weg die van San Pedro Sula naar Guatemala en El Salvador leidt.

## Bevolking
De bevolking is als volgt verdeeld:
| Vrouwen | 4005 | 50,5% |
| Mannen  | 3927 | 49,5% |

## Dorpen
De gemeente bestaat uit negen dorpen (aldea), waarvan het grootste qua inwoneraantal: San Nicolás (code 041901).